# Rue Taclet
La rue Taclet est une voie du 20e arrondissement de Paris, en France.

## Situation et accès
La rue Taclet est une voie publique située dans le 20e arrondissement de Paris. Elle débute au 26, rue de la Duée et se termine au 119 bis-121, rue Pelleport.
Elle est uniquement piétonne. Une autre voie piétonne, la villa Georgina, permet au milieu de la rue de rejoindre également la rue de la Duée.
La rue est desservie à proximité par la ligne 11 à la station Télégraphe.

## Origine du nom
Cette voie a pris le nom du propriétaire des terrains sur lesquels elle a été créée.

## Historique
La rue est ouverte sous sa dénomination actuelle vers 1885.
Il s'agit à l'origine d'une voie privée. Elle est assainie en 1929.

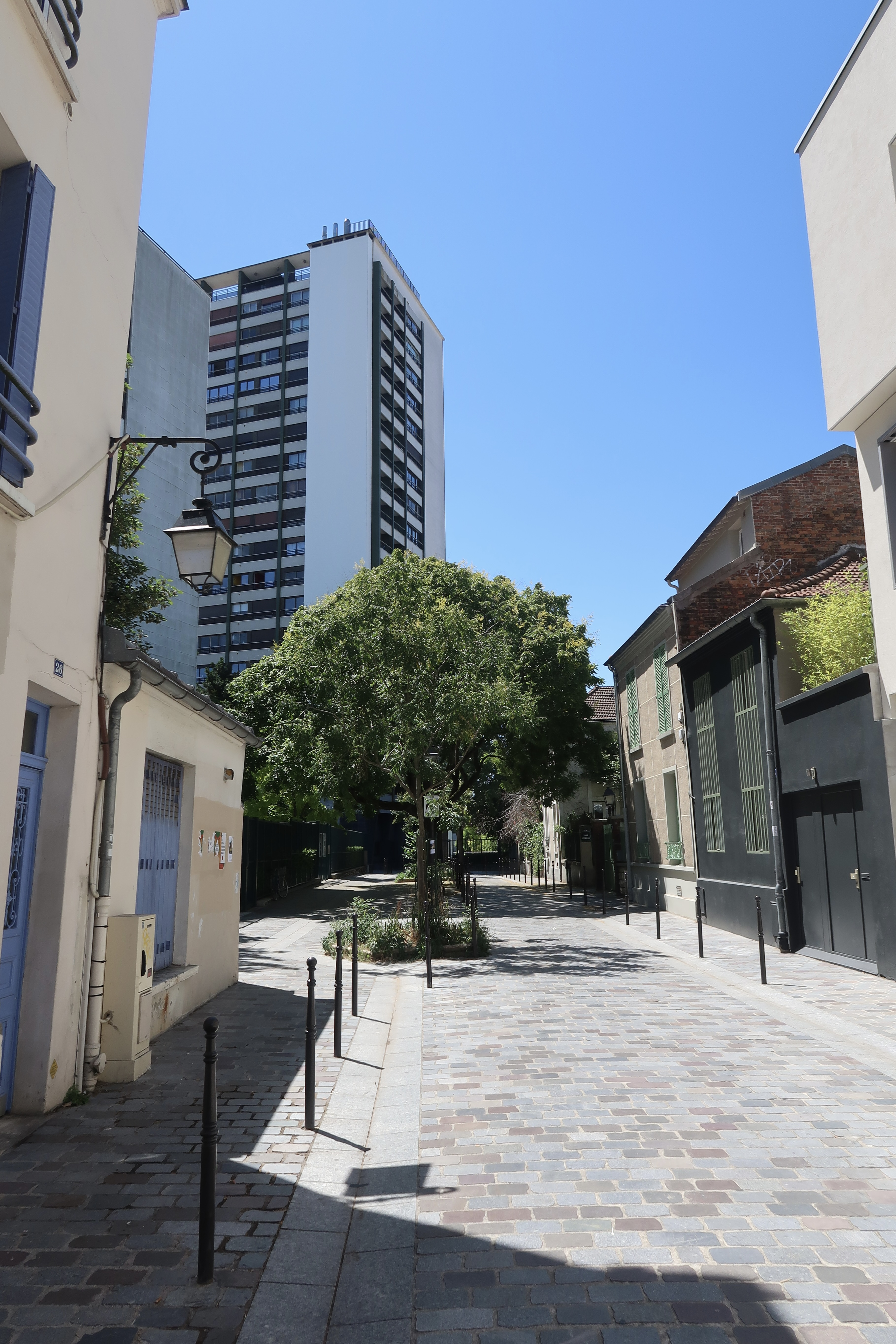
Côté rue Pelleport.
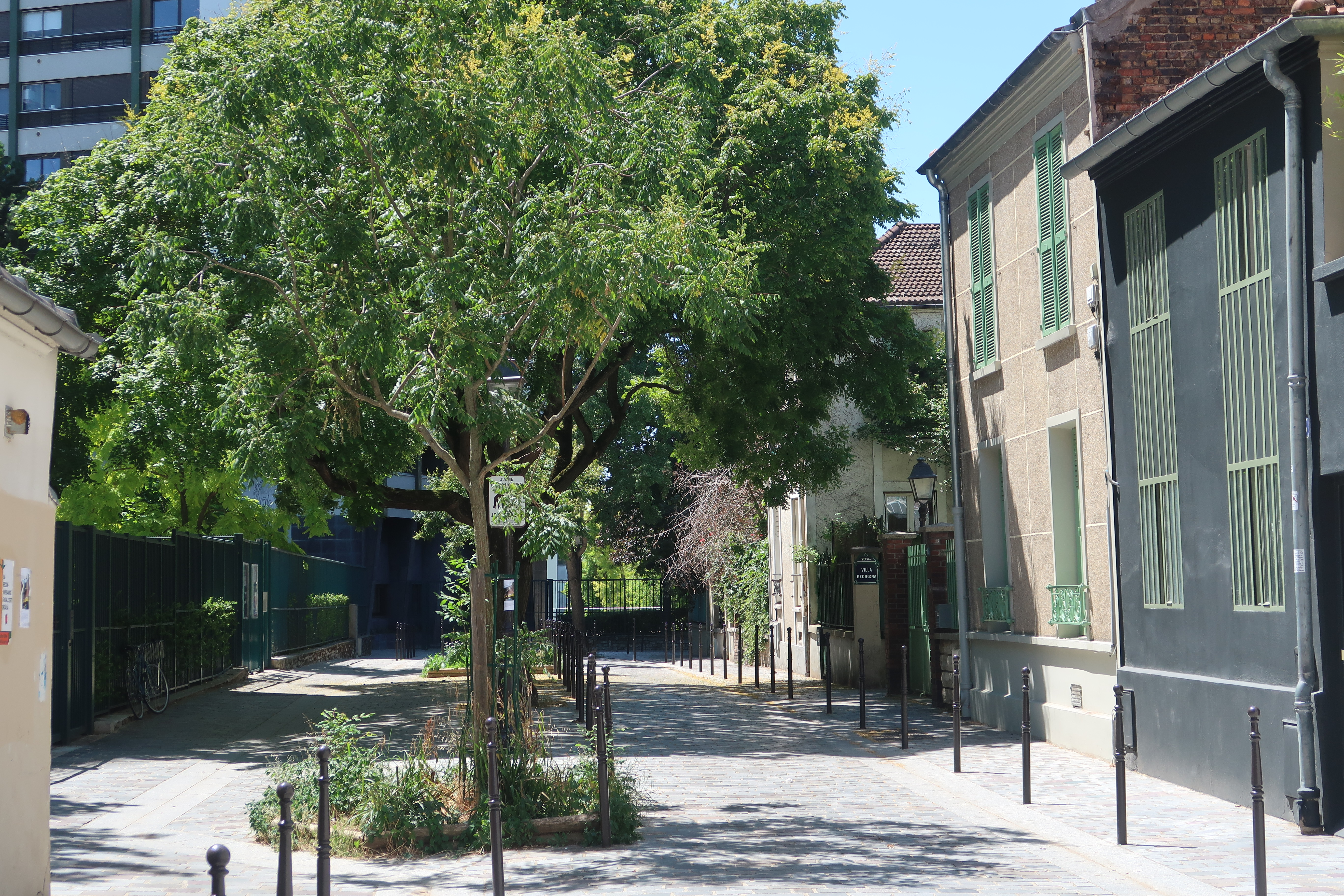
Vue arborée.
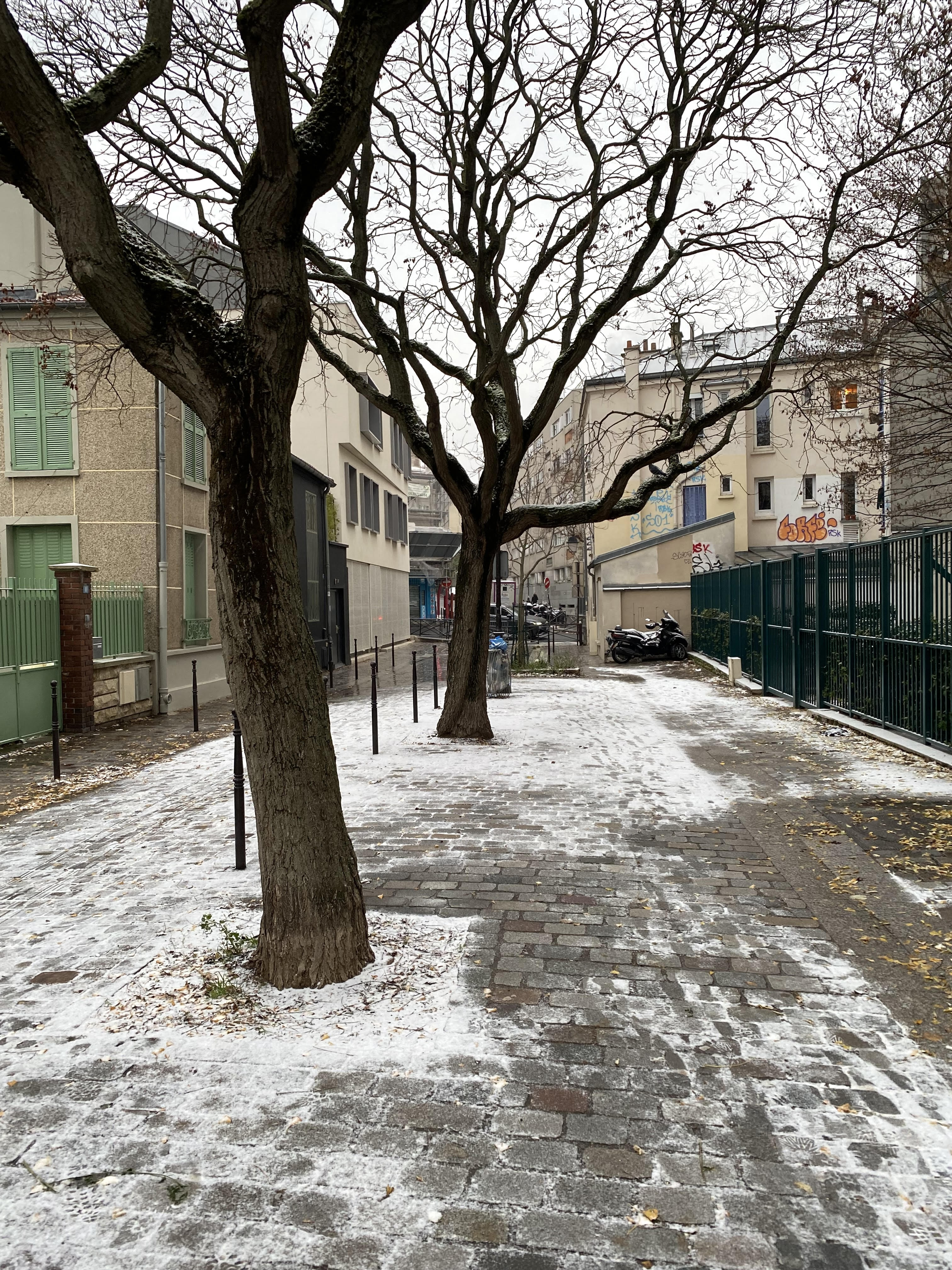
Sous la neige.

L'école et le collège privés Notre-Dame de Lourdes sont installés au no 16. Les bâtiments actuels datent de 1972 mais l'établissement a des racines plus anciennes : en 1927 sont créées des études surveillées pour les élèves des écoles du quartier de Ménilmontant par des anciennes de l'école des Chanoinesses de Saint-Augustin de la congrégation Notre-Dame de la rue de Ponthieu (8e arrondissement). En 1928 ouvre finalement une école primaire, dont des sœurs assurent la direction entre 1962 et 1998. Dans les années 1990, l'établissement de la rue Taclet acquiert une ancienne école de dessin au no 15 de la même voie, s'agrandissant de quatre classes et d'un laboratoire ; ce bâtiment est reconstruit au tournant des années 2010-2020.
L'établissement est lié à l'église Notre-Dame-de-Lourdes située à proximité, rue Pelleport.

École-collège Notre-Dame de Lourdes.
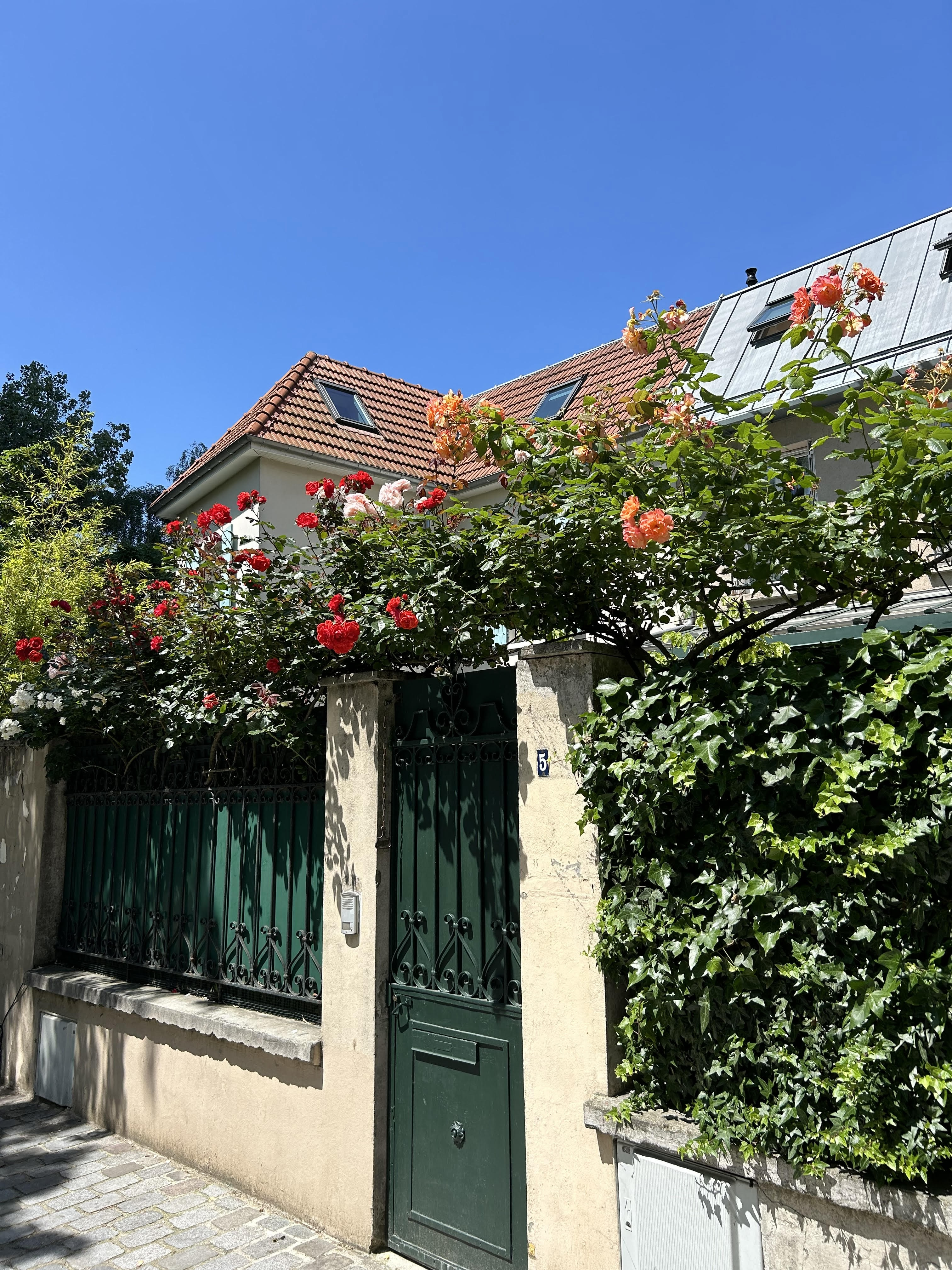
Maison fleurie.